# Franz Xaver Holzhey
Franz Xaver Holzhey (Penzing, 1 juni 1885 - Eisenärzt bij Traunstein, 3 mei 1945) was een Duitse officier en Hauptmann tijdens de Tweede Wereldoorlog. Hij werd door Generalleutnant Theodor Tolsdorff wegens „lafhartige overgave“ geëxecuteerd.

## Tweede Wereldoorlog
Op 3 mei 1945, een paar dagen voor de onvoorwaardelijke overgave, volgde de met verlof gaande Hauptmann Franz Xaver Holzhey de mobilisatie van de troepen, en de oprichting van gepantserde barricades voor Eisenärzt. Bezorgd om het verlies van nog meer levens en de gewonde burgers, die in het plaatselijke verpleeghuis en een verloskliniek in München werden verzorgd, stelde Holzhey een Rode Kruis-schild aan de rand van het stadsdeel op. Dit om een beschieting van Amerikanen te verhinderen. Holzhey werd onmiddellijk aan Tolsdorff voorgeleid, en door Tolsdorff zonder enige ordelijk hoorzitting en uitsluiting van getuige à decharge wegens „lafhartige overgave“ tot de doodstraf veroordeeld. Het vuurpeloton, dat direct werd aangesteld, verzette zich aanvankelijk tegen het executiebevel door langs Holzhey te schieten. Vervolgens pakte Tolsdorff zelf een wapen, en schoot Holzhey twee uur voordat de Amerikaanse troepen binnen marcheerden dood. Eisenärzt werd van de Amerikanen gered door het Rode Kruis-schild, en zonder slag of stoot ingenomen.

## Na de oorlog
In de jaren vijftig werd Tolsdorff wegens de terechtstelling van de Hauptmann Holzhey aangeklaagd. In het eerste proces werd hij tot drie-en-een-half jaar gevangenisstraf veroordeeld. In hoger beroep vernietigde het Bundesgerichtshof het vonnis op grond van het feit dat Tolsdorff de toen geldende militaire strafrecht in de zaak Holzhey had nageleefd, en verwees de procedure naar het Landgericht van Traunstein terug. In het tweede proces dat daarop volgde, werd Tolsdorff op 24 juni 1960 vrijgesproken. De gerechtelijke procedure en de vrijspraak veroorzaakten in de nog jonge Bondsrepubliek discussies over de status van de denazificatie van de rechtbanken en leidden tot verontwaardiging onder de Traunstein-bevolking.
In 1951 verwerkte Ernst von Salomon het lot van de Hauptmann in de roman Der Fragebogen.

## Onderscheidingen[2]
- IJzeren Kruis 1939, 1e Klasse en 2e Klasse
- Gewondeninsigne 1939